# Prawdziwi
Prawdziwi (fr. Les Sincères) – komedia w jednym akcie Pierre’a de Marivaux wystawiona w 1739.

## Data powstania utworu
Utwór został napisany w 1738 roku i miał swą premierę 13 stycznia 1739 w l’Hôtel de Bourgogne. Został wystawiony przez aktorów Comédie-Italienne. Początkowo został bardzo dobrze przyjęty. Krytycy zarzucali mu zbyt mało akcji, a zbyt wiele słów.

## Osoby
| Osoba    | Jej rola w dramacie |
| -------- | ------------------- |
| Markiza  |                     |
| Dorant   |                     |
| Araminta |                     |
| Ergast   |                     |
| Lizeta   | pokojowa markizy    |
| Frontyn  | sługa Ergasta       |

## Treść
Akcja sztuki rozgrywa się na wsi u markizy. 
U markizy przebywa troje gościː zakochana w Ergaście – Araminta, zakochany w markizie – Dorant oraz Ergast, który w ostatnim czasie ponad Aramintę zaczął przedkładać markizę. Frontyn, sługa Doranta jest zakochany w służącej Araminty i to zbliżenie pana do markizy niezbyt mu odpowiada. Nakłania więc Lizetę, zakochaną w słudze Doranta, by pomogła mu pokrzyżować im szyki. Ergast, wypytywany przez zakochaną w nim Aramintę, przyznaje, że jest ładniejsza od markizy i nie ustępuje jej dowcipem, ale jej ogłada sprawia, że nie potrafi jej uwierzyć. Markiza znużona pochwałami Doranta i pochlebstwami świata szuka towarzystwa Ergasta, jedynego szczerego człowieka, jakiego zna. Z całą szczerością opowiada o uciesznych figurach, od których dopiero co uciekła. 
Lizeta z Frontynem ujawniają Aramincie i Dorantowi swe plany rozbicia związku markizy z Ergastem i połączenia ich z ukochanymi. Jednocześnie w myśl koncepcji Frontyna pobudzają ich swą bezczelnością i kłótliwością do żywszych uczuć, między innymi Frontyn twierdzi, wbrew Dorantowi, że Araminta jest ładniejsza od markizy. Kontynuuje potem tę kwestię wobec swego pana, który ze swobodą przyznaje mu rację. Araminta odznacza się większą regularnością rysów. Markiza ma jedynie tyle urody, by być kochaną. Dorant ze względu na łączącą ich przyjaźń nie wszczyna kłótni.
Ergast wyznaje markizie, że napisał do przyjaciela, że kocha i jest kochany i że się żeni. Markiza próbuje wybadać czym jest w istocie miłość jej partnera. Rozmowa ujawnia krok po kroku, że Ergast kochał już kiedyś kogoś bardziej niż markizę, a być może kocha nadal, że ona przewyższała markizę urodą, ale markiza bardziej mu się podoba. Markiza czuje się zraniona. Lizeta referuje rozmowę pomiędzy Frontynem, Dorantem i Aramintą na temat jej urody. Wzburzona markiza wyznaje szczerze Ergastowi, że wprawdzie Dorant ma więcej urody, dowcipu i ogłady niż on, to jednak on podoba się jej bardziej. Kochankowie rozchodzą się. 
Markiza, która dotąd miała wysokie pojęcie o szczerości Ergasta, obawia się czy nie miał on racji, co do jej urody. Lizeta przekonuje ją, że wszyscy są odmiennego zdania. Ten sąd ogółu nie budzi jednak zaufania markizy. Ogół pochlebia i zwodzi. Do rozmowy włącza się Dorant, który zapewnia markizę o jej niekwestionowanej wyższości nad Araminta. Markiza przyjmuje jego hołdy pod warunkiem, że będzie szczerze mówił również o jej wadach. Dorant mówi więc o wadach, które w istocie są zaletami i tym całkiem zadowala markizę, która posyła po notariusza, by jeszcze tego wieczora zawrzeć ślub. Ergast przyznaje się przed Aramintą do popełnionych błędów. W rzeczywistości ją jedną tylko kochał i nie przestał kochać, tylko nie zdawał sobie z tego sprawy. Kochanka jest mu skłonna przebaczyć. Kiedy markiza zawiadamia ich o wizycie notariusza w celu połączenia jej z Dorantem, Araminta postanawia skorzystać z usług tego samego urzędnika przed pokonaną rywalką.

## Omówienie
Utwór otwiera błyskotliwa scena pomiędzy służącymi, którzy dają portrety swych państwa. Markiza ma pretensję do bycia szczerą, chociaż jednak chętnie mówi przykrą prawdę innym, od nich chciałaby słyszeć tylko miłą sobie, pod warunkiem, że będzie przedstawiana mimochodem i rozumnie. Jest kokietką, nie chce jednak, by ktokolwiek, nawet jej służąca, zauważył tą kokieterię. Dorant ma również pretensję do bycia szczerym i jest nim w istocie, zależy mu jednak nade wszystko, by za takiego uchodzić. Jeśli dla bycia szczerym trzeba kłamać, nie waha się kłamać. Jego pasją jest zadziwiać i nie być podobnym do nikogo. Przegrał pewnego razu proces, w którym był sędzią, tylko dlatego, by mieć przyjemność powiedzieć, że skazał samego siebie, bo miał do tego prawo.  
Takich portretów jest w sztuce więcej. Markiza, znużona towarzystwem, daje upust swojemu zamiłowaniu do szczerości, opisując Ergastowi ludzi, których opuściła przed chwilą. Daje więc najpierw portret pyszałka, który ma aspiracje do dobrego wyglądu i świetnego dowcipu, i który zdaje się mówićː do wszystkich kochanków: czy nie jest prawdą, że moja twarz was zaskakuje? - Do ich kochanek: gdzie byłaby twoja wierność, gdybym chciał? - Do obojętnych: jest ci wszystko jedno, nie obudzę cię? - Do cnotliwych: opierasz się pokusie spojrzenia na mnie. - Do młodej dziewczyny: przyznaj, że twoje serce jest moje. Kontynuuje niczym Celimena z Mizantropa, tym razem kreśląc portret trzydziestoletniej panny młodej o twarzy, która już dziesięć lat temu była antykiem. Przybiera ona postawę dziesięcioletniej dziewczynki, jest wszystkim zdumiona, nie wie czy posiadanie męża jest przyzwoite, spuszcza oczy, gdy na nią patrzysz i nie wierzy, że może mówić, gdy nie jest pytana, traktuje młodszą od niej markizę jak swą matkę. 
Dopóki Ergast i markiza ćwiczą swą szczerość na innych, doskonale się rozumieją. Gorzej wyglądają sprawy, gdy temat zaczyna ich dotyczyć. Kiedy Ergast wyznaje markizie, że ją kocha, ona odpowiada – Wierzę ci. Czy jednak kiedykolwiek kochałeś kogoś bardziej niż mnie? – Nie, do tej pory nie, no może raz w życiu. Odpowiada przekonany, że może to zrobić. Markiza jest już trochę zraniona; zadaje mu podstępne pytanie: która z nas jest więcej warta, ta, którą kochałeś, czy ja? – Ależ to są różne powaby: jej były nieskończone. – To znaczy trochę większe niż moje? – Cóż, byłbym bardzo zawstydzony, rozstrzygając w ten sposób. – A ja wypowiadam to głośno. Twoja niepewność decyduje. Zgódź się też, że kochasz ją bardziej niż mnie. Rozmowa toczy się dalej w tym samym, coraz bardziej rozjątrzającym rozmówców tonie, zwłaszcza gdy porównują swe zalety. – Araminta jest piękna, mówi Ergast, ale ciebie lubię bardziej niż ją. - Szczerze mówiąc, jesteś złym koneserem. - Odpowiadam za szczerość swoich uczuć, nie gwarantuję ich trafności. - Kiedy się ma zły gust, bycie szczerym jest opłakaną zaletą.
Ostatecznie Ergast wraca do Araminty, a markiza do Doranta, który tak ją męczył, pod tym wszelako warunkiem, że będzie jej mówił prawdę, a Dorant jest na tyle mądry, że nie mówi ukochanej kobiecie, że inna jest od niej ładniejsza, błędy, które jej wyrzuca są prawdziwymi zaletami i markiza jest szczęśliwa. Saint-Beuve, komentując finał sztuki, przyznajeː w życiu potrzeba trochę pochlebstwa, żeby móc kochać samego siebie i podobać się innym. W finale komedii markiza zauważaː odbyliśmy piękną podróż, by dotrzeć tutaj. Zdanie to może służyć jako motto do wszystkich sztuk Marivaux.